# Morpho favareli
Morpho favareli är en fjärilsart som beskrevs av Le Moult 1933. Morpho favareli ingår i släktet Morpho och familjen praktfjärilar. Inga underarter finns listade i Catalogue of Life.